# Vikevåg
Vikevåg ist eine Ortschaft in der norwegischen Kommune Stavanger in der Provinz (Fylke) Rogaland. Der Ort hat 984 Einwohner (Stand: 1. Januar 2024).

## Geografie
Vikevåg ist ein sogenannter Tettsted, also eine Ansiedlung, die für statistische Zwecke als eine städtische Siedlung gewertet wird. Der Ort liegt an der Bucht Vikevåg im Süden der Insel Rennesøy. Rennesøy liegt nördlich der Stadt Stavanger an der norwegischen Westküste. Südlich von Vikevåg befindet sich der Fjord Mastrafjorden und die Insel Mosterøy.

## Geschichte
Bis 2020 war Vikevåg der Verwaltungssitz der damaligen Kommune Rennesøy. Diese ging im Rahmen der landesweiten Kommunalreform an Stavanger über. Im Jahr 1857 wurde in Vikevåg die Hausken kyrkje fertiggestellt. Die Holzkirche war vom Architekten Christian Heinrich Grosch entworfen worden.

## Verkehr
Aus der südlich der Rennesøy gelegenen Insel Mosterøy führt die Europastraße 39 (E39) durch den Mastrafjordtunnel nach Vikevåg. Von dort führt die E39 weiter in den Norden der Insel.

## Name
Der Ortsname leitet sich vom Hofnamen Vik ab. Der Namensbestandteil -våg (deutsch Bucht, Fjordbucht) kam durch die Bucht hinzu, an der Vikevåg liegt.